# Non mi sfuggirai (film 1947)
Non mi sfuggirai (Escape Me Never) è un film del 1947 diretto da Peter Godfrey.